# コンスタンス・キーン
コンスタンス・キーン（Constance Keene, 1921年2月9日 - 2005年12月24日）は、アメリカ合衆国のピアニスト・音楽教師。
1964年にラフマニノフの《前奏曲集》の録音を発表して、高い評価を勝ち得る。最晩年にはフンメルやウェーバーのピアノ・ソナタ全集の録音で話題を呼んだ。

## 生涯
ニューヨーク市ブルックリン区出身。エイブラム・チェイシンズらに師事し、1943年にナウムブルク国際ピアノコンクールに優勝。1946年にヴラジーミル・ホロヴィッツの代役として演奏会に出演。ホロヴィッツの代理という栄誉にあずかった唯一の女性ピアニストであると言われる。1949年に旧師チェイシンズと結婚。
その後は自らも教育活動に献身し、アルトゥール・ルービンシュタインに子供の音楽教育を託されている。ルービンシュタイン曰く、「その音色、勢い、想像力、それに……信じがたいほどの演奏技巧には吃驚仰天した。思うに、誰だって、ラフマニノフだって、ピアノをこんなに美しく弾けはしない」。
長年にわたってマンハッタン音楽学校ピアノ科の教員を務め、理事会の役員にも名を連ねた。ピアノコンクールの審査員として駆り出されてもいる。
前夫チェイシンズが1987年に没すると、ミルトン・キーン（en:Milton Kean）と再婚した。